# Клева (река)
Клева́ (бел. Клява́) — река в Беларуси, в Белыничском районе Могилёвской области и Березинском районе Минской области, левый приток реки Березина.

## Происхождение названия
Согласно В. Н. Топорову и О. Н. Трубачеву, название реки Клева имеет балтское происхождение. Происходит от лит. klevas, лтш. kļava «клён».
По мнению А. Ф. Рогалева, гидронимы Клева, Клица, Клеча, Кельца, Клеца и т. п. связаны с древним корнем *kol-, *kal-, *kel- в значениях «гнуть, сгибать», «крутить, вертеть».
Б. Брандт полагал, что название Клева означало, что там легко клевала рыба.

## Физико-географическая характеристика
Длина реки — 80 км, площадь водосборного бассейна — 498 км², среднегодовой расход воды в устье — 3,0 м³/с, средний уклон реки 0,5 м/км. Высота истока — 183,7 м над уровнем моря.
Река вытекает из небольшого озера Заозерское в Могилёвской области в 17 км к северо-востоку от посёлка Белыничи близ границы с Минской областью. Исток находится на водоразделе рек Березина и Друть. Генеральное направление течения — юго-запад, в среднем течении перетекает в Минскую область.
Течёт по юго-восточным склонам Белорусской гряды и по Центральноберезинской равнине. Долина трапециевидная, шириной 600—800 м, в низовьях на протяжении 6 км невыразительная. Склоны умеренно крутые, слабо изрезаны, высота их 5-8 м. Пойма преимущественно двусторонняя, шириной 200—300 м. Русло канализировано в течение 17 км от истока. Ширина реки в межень 6-8 м. Берега крутые и обрывистые.
Основные притоки — Каменка, Белоречь (слева); Клевица (справа).
Долина реки довольно плотно заселена, Клева протекает ряд сёл и деревень: Заозерье, Староселье, Клева, Старая Клёвка, Селянская Клёвка, Бискупка, Корытница (Могилёвская область); Василевщина, Волы, Дубровка, Старые и Новые Приборки, Берёзовщина, Козлов Берег, Быковичи, Любушаны, Милостово, Вязьё, Капланцы, Берёзовка, Косовка, Гурещина, Гореничи (Минская область). В селе Гореничи на реке плотина и запруда.
Впадает в Березину у деревни Красный Берег.